# Hadja Maffire Bangura
Hadja Maffire Bangura (falecida em 1968) foi uma ativista guineense.
Alfaiate de profissão, Bangura era politicamente ativa entre as mulheres Sossos das áreas de Sanderval e Boulbinet de Conacri. Em 1953 liderou um dos primeiros grupos a apoiar Ahmed Sékou Touré. Ela tornou-se num membro influente do Partido Democrático da Guiné, e também teve cargos no Bureau Político Nacional e no governo.